# Universidade de Nanquim
Universidade de Nanquim (南京大学, 南京大學, Pinyin:Nánjīng Dàxué; coloquialmente 南大, Pinyin Nándà) é uma das universidades mais prestigiadas da China, e é também uma das instituições mais antigas de ensino superior. A Universidade de Nanquim é considerada como a primeira universidade chinesa moderna.

## Câmbios internacionais
- Alguns dos doutoramentos honoris causa, concedidos pela Universidade de Nanquim:
  - François Mitterrand, Presidente da França
  - George Herbert Walker Bush, Presidente dos Estados Unidos (também contribuiu para o estabelecimento do Centro de estudos chineses e americanos, administrado em conjunto pela Universidade Johns Hopkins e a Universidade de Nanjing)
  - Bob Hawke, Primeiro-Ministro da Austrália
  - Boutros Boutros-Ghali, Secretário-geral das Nações Unidas
  - Johannes Rau, Presidente da Alemanha(também contribuiu para o desenvolvimento de Instituto alemão-chinês para Estudos Legais, operado em conjunto pela Universidade de Göttingen e a Universidade de Nanjing)